# Alpine A310
Alpine A310 – samochód sportowy klasy kompaktowej produkowany przez francuską markę Alpine w latach 1971 – 1985.

## Historia i opis modelu

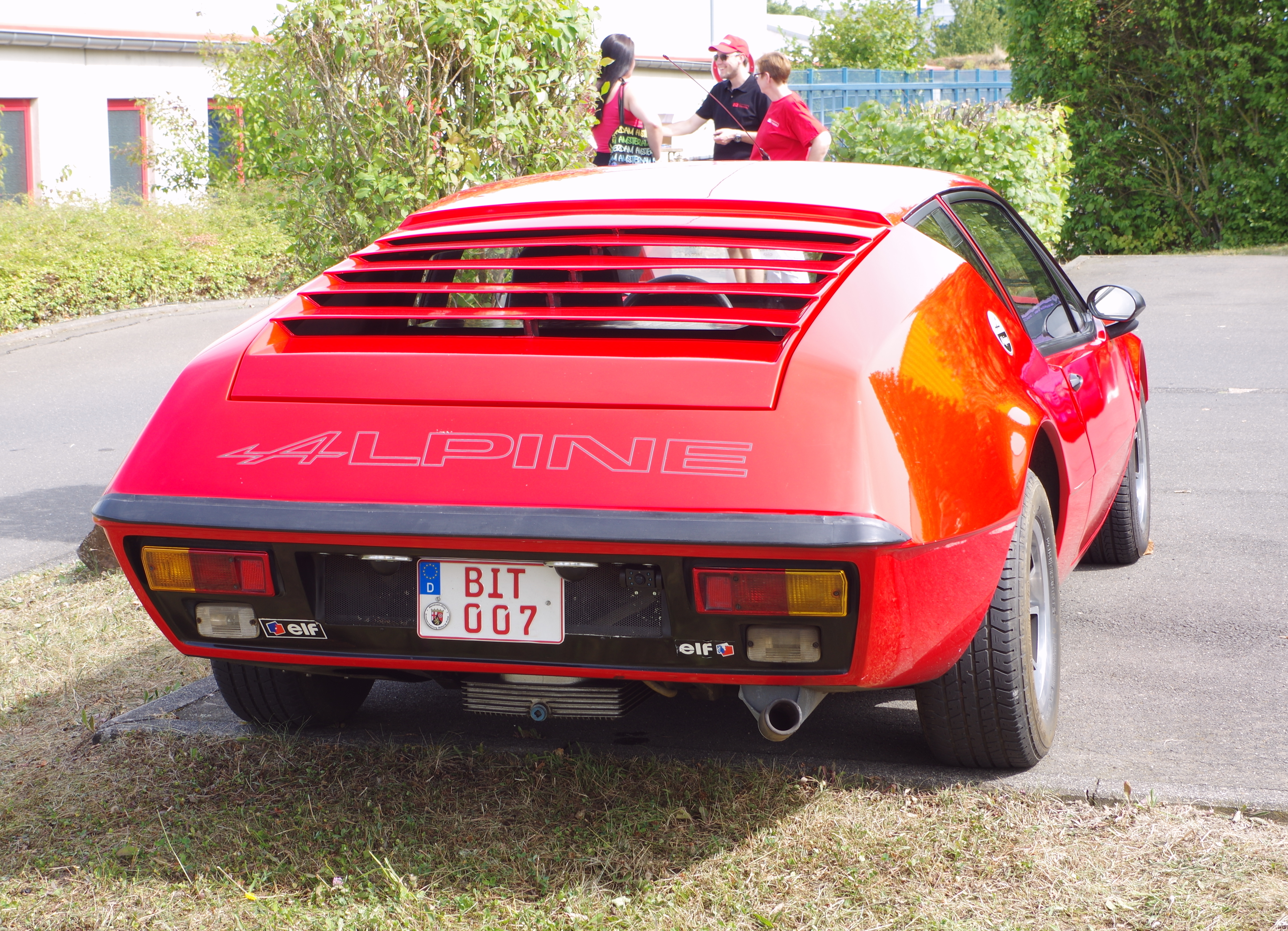
Alpine A310 - tył

Samochód Alpine A310 był następcą modelu A110. Zaprezentowano go na salonie samochodowym w Genewie w 1971 roku. Konstrukcja auta była analogiczna do poprzednika – stalowa centralna rama rurowa i nadwozie wykonane z włókna szklanego. A310 wprowadził jednak zupełnie nowy, nowoczesny styl nadwozia z ostrymi krawędziami, który został zachowany w późniejszych modelach Alpine. Klinowaty przód mieścił prostokątne reflektory osłonięte pochyłymi szybami (początkowo sześć). 
Początkowo samochód był napędzany stosowanym w A110 gaźnikowym, czterocylindrowym rzędowym silnikiem Gordini 1,6 l (1565 cm³) o mocy 125 KM, umieszczonym z tyłu. Prędkość maksymalna wynosiła 215 km/h, przyspieszenie 1-100 km/h - 8,7 s. Napęd ten okazał się jednak niewystarczający i w 1976 roku model produkcyjny zastąpił A310 V6, w którym zamontowano widlasty sześciocylindrowy silnik o pojemności 2,7 l i o mocy 150 KM. Był on, tradycyjnie dla marki, montowany z tyłu pojazdu i współpracował z manualną skrzynią biegów o pięciu przełożeniach. Samochód mógł rozwijać prędkość 225 km/h i znakomicie się prowadził. 
W 1977 roku zmodernizowano nadwozie w tylnej części - zamiast małej pionowej szyby osłoniętej ustawionymi schodkowo żaluzjami, zastosowano klapę z dużą pochyloną szybą, dodano też spojler na klapie. Z przodu zwężono szyby osłaniające reflektory i zmniejszono ich liczbę do czterech. Zwiększono nieco pojemność zbiornika paliwa, z 58 do 62 l. Alpine A310 pozostawał w produkcji do 1984 roku. Wyprodukowano 2340 A310 i  9276 A310 V6.

### Dane techniczne
- Zawieszenie przednie i tylne: wahacze poprzeczne, sprężyny śrubowe, amortyzatory teleskopowe[1]
- Hamulce: tarczowe, dwuobwodowe, ze wspomaganiem, hamulec ręczny na koła tylne[1]
- Opony: przednie 190/55VR340, tylne 220/55VR365[1]

### Silnik
- V6 PRV 2,7 l (2664 cm³), 2 zawory na cylinder, SOHC
- Układ zasilania: gaźnik
- Średnica × skok tłoka: 88,00 mm × 73,00 mm[1]
- Stopień sprężania: 10,1:1
- Moc maksymalna: 150 KM (110,5 kW) przy 6000 obr./min[1]
- Maksymalny moment obrotowy: 203 N•m przy 3500 obr./min

### Osiągi
- Przyspieszenie 0-80 km/h: 5,4 s
- Przyspieszenie 0-100 km/h: 7,6 s (7,8 wg[1])
- Przyspieszenie 0-160 km/h: 20,5 s
- Czas przejazdu ¼ mili: 15,4 s
- Prędkość maksymalna: 225 km/h[1]